# Cassie & Co.
Cassie & Co. è una serie televisiva statunitense in 13 episodi trasmessi per la prima volta nel corso di una sola stagione nel 1982.
È una serie del genere drammatico incentrata sui casi affrontati da Cassie Holland (interpretata da Angie Dickinson), una ex poliziotta diventata investigatrice privata dopo il divorzio dal marito Mike Holland, un procuratore. Ad aiutarla è la sua assistente Meryl.

## Personaggi e interpreti
- Cassie Holland (13 episodi, 1982), interpretata da Angie Dickinson.
- Lyman 'Shack' Shackelford (13 episodi, 1982), interpretato da John Ireland.
- Meryl Foxx (13 episodi, 1982), interpretata da Dori Brenner.
È l'aiutante di Cassie.
- Benny Silva (13 episodi, 1982), interpretato da A Martinez.
È proprietario di una palestra di fianco alla sede dell'agenzia investigativa di Cassie.
- Mike Holland (13 episodi, 1982), interpretato da Alex Cord.

## Produzione
La serie fu prodotta da Carson Productions. Le musiche furono composte da Grover Washington Jr. (che compone la sigla iniziale) , Ken Heller e John Beal.

### Registi
Tra i registi della serie sono accreditati:
- Alf Kjellin in 2 episodi (1982)
- Arnold Laven in 2 episodi (1982)
- Alex March in 2 episodi (1982)
- Christian I. Nyby II in 2 episodi (1982)

## Distribuzione
La serie fu trasmessa negli Stati Uniti dal 29 gennaio 1982 al 20 agosto 1982 sulla rete televisiva NBC. In Italia è stata trasmessa su reti locali con il titolo Cassie & Co..

## Episodi
| Stagione       | Episodi | Prima TV USA | Prima TV Italia |
| -------------- | ------- | ------------ | --------------- |
| Prima stagione | 13      | 1982         |                 |